# Cuina solar

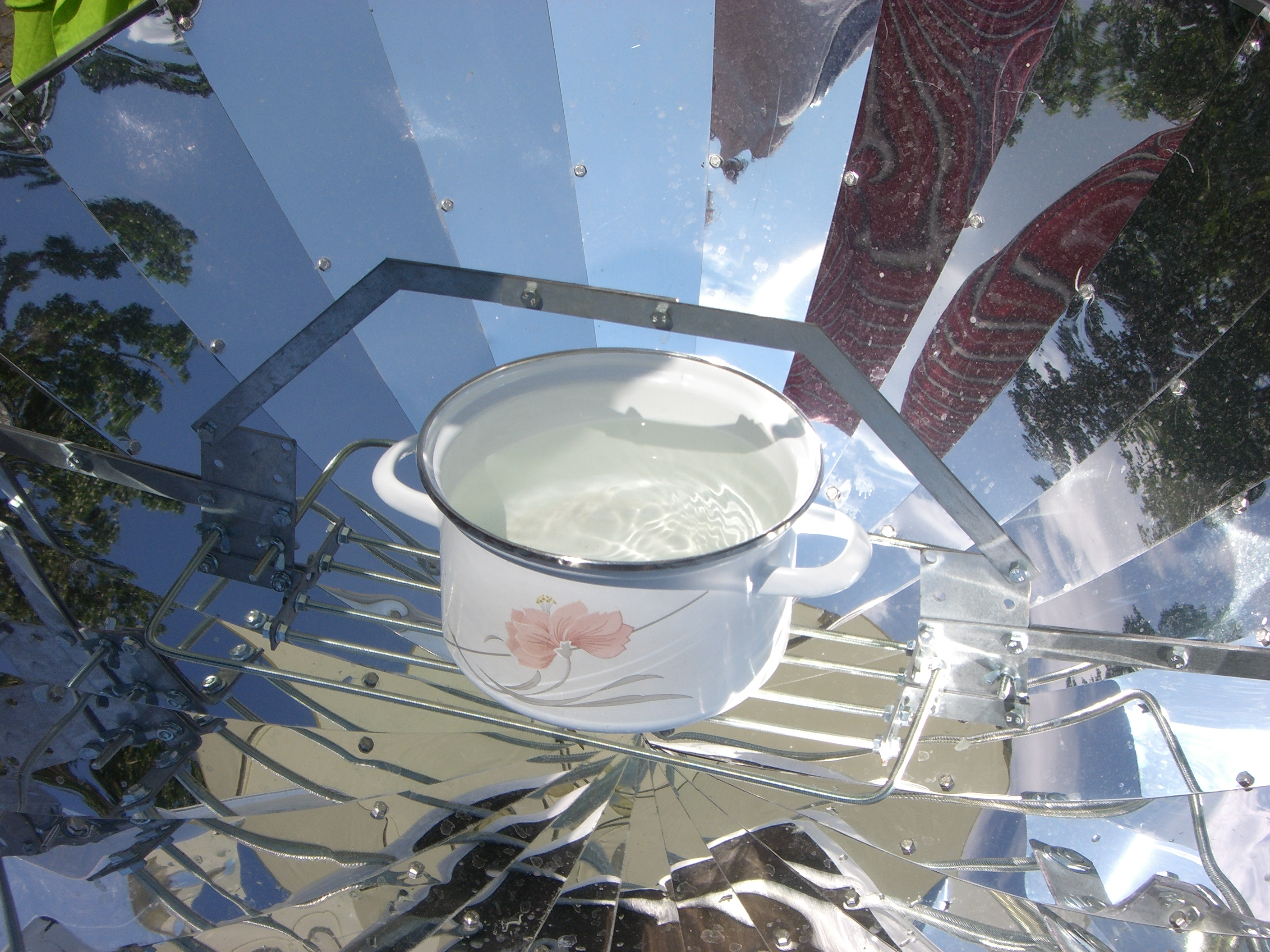
Forn solar

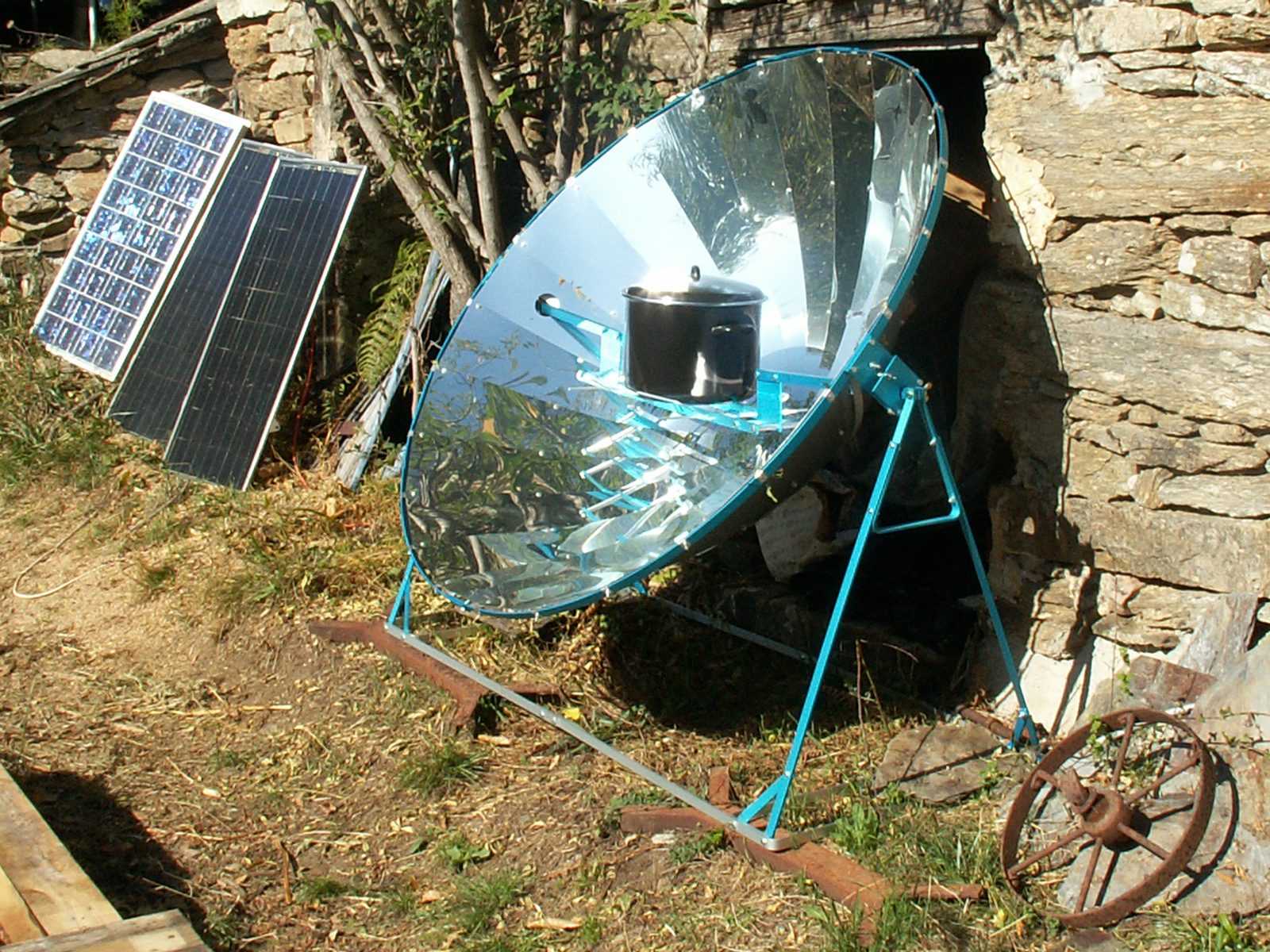
Forn solar Alsol 1.4

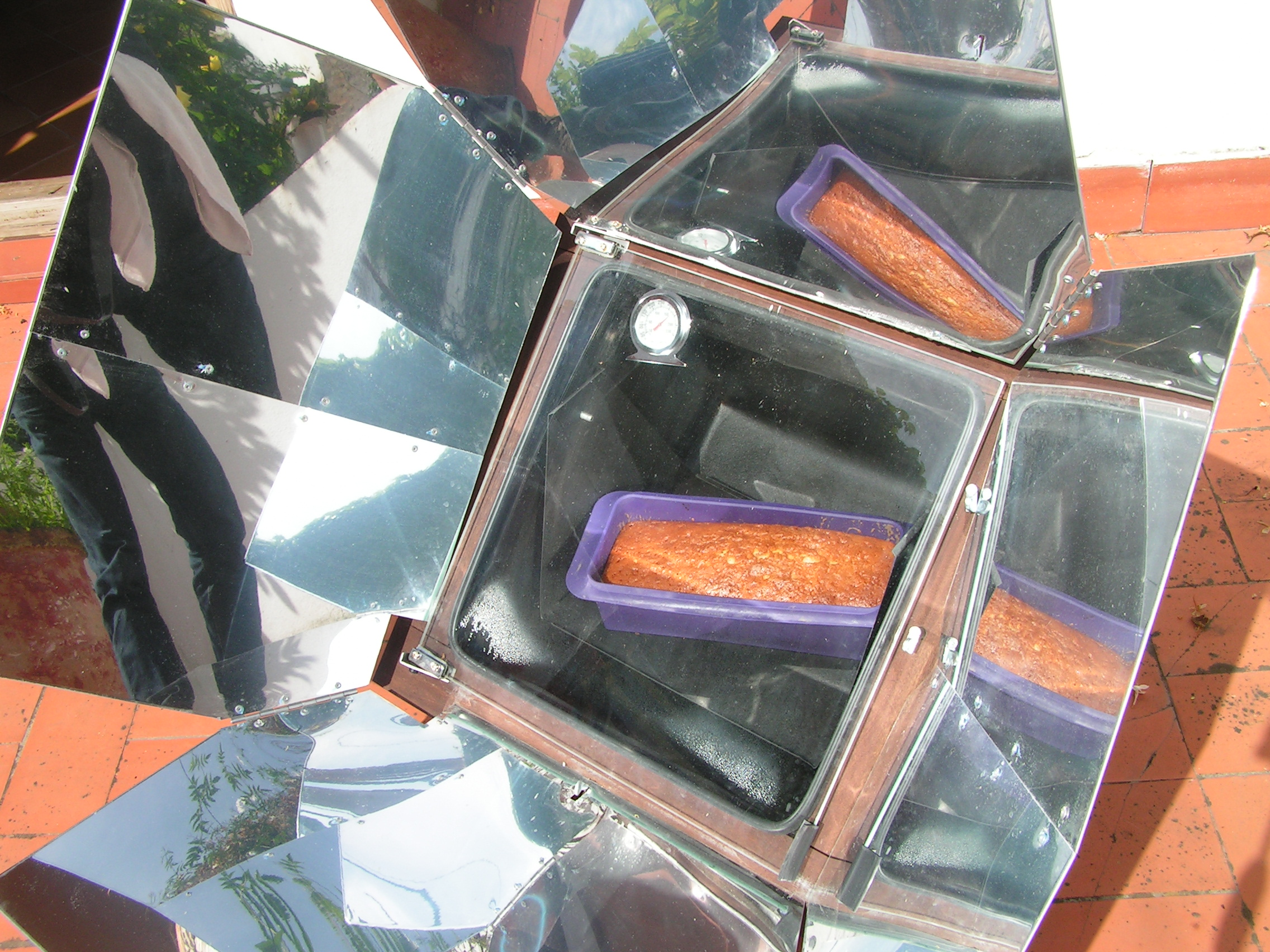
Forn Global Sun Oven

El forn solar o cuina solar és un sistema de cocció de menjar basat en la captura dels rajos emesos pel Sol. Com que no utilitzen cap combustible, les organitzacions humanitàries estan promovent el seu ús a escala mundial per ajudar a evitar la desforestació i la desertització.
Les cuines solars es divideixen en dues famílies:
- De concentració: Algun mecanisme, normalment un mirall, s'utilitza per concentrar llum en un punt i escalfar a una àrea del forn. En aquest punt es cuinarà el menjar. Genera altes temperatures i permet fregir aliments o fer bullir aigua.

- De capsa: El forn de capsa solar és una capsa aïllada, dissenyada per capturar l'energia solar i mantenir calent el seu interior. La seva part superior és transparent per deixar passar la llum solar, plafons reflectors (de paper d'alumini o mirall) ajuden a capturar més la calor. L'interior i el recipient on es cuina han de ser negres per absorbir la calor. La part superior sol ser un vidre desmuntable per facilitar la neteja i manejar el menjar.

## Avantatges i desavantatges

### Avantatges
- Són ecològiques i no contaminen.
- Fomenten l'ús d'energies renovables.[4]
- Fa qué disminueixi la deforestació.
- S'economitza quant a diners utilitzats en la cocció d'aliments.
- És una bona solució en llocs on el clima permet el seu ús quotidià.
- És un benefici en països i llocs on els recursos energètics per cuinar són escassos o de costos massa alts.
- És un bon mitjà per a fer menjar sense gastar energia.

### Inconvenients
- Cal més temps per cuinar.
- Depèn de les condicions del temps per poder cuinar. No és possible a l'hivern amb dies ennuvolats o amb pluja.
- Cal una temperatura elevada.